# Abbaye de Gérgeri
L'abbaye de Gérgeri est une abbaye cistercienne située en Crète dans le village de Gérgeri. Fondée au XIIIe siècle à l'occasion des suites de la quatrième croisade et de la fondation éphémère de l'empire latin de Constantinople, elle est placée sous la filiation de l'abbaye San Tommaso dei Borgognoni, à Venise. Elle connaît une existence très brève, 

## Localisation et toponymie
Le nom du monastère, qui a ensuite passé à celui du village, vient probablement d'une déformation de Gregori, faisant ainsi référence à Grégoire de Nazianze.

## Histoire

### Fondation
L'abbaye est fondée en 1217 ou 1218 par les cisterciens de San Tommaso dei Borgognoni, dont la maison-mère était située sur l'île de Torcello, dans la lagune de Venise.
L'implantation des cisterciens est notamment le fait du doge Pietro Ziani, qui souhaite voir s'établir des filiales d'une abbaye vénitienne dans les territoires grecs.

### Fin de l'abbaye
La suite de l'histoire de l'abbaye est très mal connue. Certains historiens supposent que l'abbaye aurait pu subsister jusqu'à la conquête ottomane de la Crète, en 1669. D'autres estiment très improbable la survie de l'abbaye au-delà de 1300. Enfin, certains émettent même l'hypothèse que l'abbaye n'a jamais existé sous cette forme.